# Ischyromene hirsuta
Ischyromene hirsuta is een pissebed uit de familie Sphaeromatidae. De wetenschappelijke naam van de soort is voor het eerst geldig gepubliceerd in 1971 door Hurley & Jansen.